# Поджер, Рэйчел
Рэйчел Поджер (англ. Rachel Podger; род. май 1968) — британская скрипачка.

## Биография
Отец — англичанин, мать — немка. Рэйчел провела детство в Германии. Училась в Касселе в школе Рудольфа Штайнера (Вальдорфской школе), затем — в Музыкально-драматической школе Лондонской ратуши, после вернулась учиться сначала у Перри Харта, а затем в Гилдхоллской школе музыки и драмы с Дэвидом Такено, Полин Скотт и Микаэлой Комберти.
Во время учёбы она была соучредителем камерных групп: The Palladian Ensemble и Florilegium, а также работала с такими инструментальными ансамблями того периода, как New London Consort и London Baroque.
Поджер часто дирижировала с оркестрами. Она была лидером консорта Габриэли и исполнители, а затем английского концерта с 1997 по 2002 год, активно гастролировала, как солистка концертов Le quattro stagioni и Grosso mogul Вивальди. В 2004 году она стала приглашенным дирижёром оркестра эпохи Просвещения, гастролируя в Соединённых Штатах на Бранденбургских концертах Баха. В настоящее время она также работает приглашенным режиссёром Arte dei Suonatori (Польша), Musica Angelica и Santa Fe Pro Musica (оба в США), а также солисткой Академии древней музыки.
Поджер также является профессором барочной скрипки в школе музыки и драмы Гилдхолла и Королевском валлийском колледже музыки и драмы, а также регулярно преподает в Высшей школе музыки и драмы Бремена. В сентябре 2008 года она заняла должность в недавно основанной кафедре Микаэлы Комберти для барочной скрипки в Королевской академии музыки в Лондоне, а затем стала профессором барочной скрипки в Королевской датской Академии музыки в Копенгагене.
Когда Поджер не гастролирует с различными оркестрами и другими классическими музыкантами, она работает со своим партнером в Бреконе, средний Уэльс, помогая молодым музыкантамс помощью музыкального фонда Моцарта, который она основала в 2006 году, а также проводит семинары и дает концерты. В 2006 году они также основали ежегодный фестиваль барокко в Бреконе, который ежегодно проводится в предпоследние выходные октября.

## Инструменты
Поджер играет на скрипке, сделанной в Генуе в 1739 году Песаринием, учеником Антонио Страдивари. Первоначально она играла на копии скрипки Страдивари сделанной Роуландом Росса в 1988 года, а также записала Гайдна и Моцарта на Креспи Страдивари 1699 года.

## Исполнительская деятельность и музыкальное руководство
Основала два камерных ансамбля барочной музыки — Palladian Ensemble и Florilegium, выступала с другими барочными ансамблями, играющими на инструментах эпохи (аутентизм). Первая скрипка в ансамбле Тревора Пиннока English Concert (1997—2002). В 2004 — приглашенный директор Оркестра Века Просвещения и других оркестров Европы и США, солистка аутентичного оркестра Академия старинной музыки Кристофера Хогвуда.

## Педагогическая деятельность
Преподаватель игры на барочной скрипке в Музыкально-драматической школе Лондонской ратуши, в Высшей музыкальной школе Бремена, в Международной летней академии в Иннсбруке.

## Дискография
- Иоганн Себастьян Бах, концерты для скрипки № 1 и 2, концерт для двух скрипок, с Эндрю Манце и Академией старинной музыки (1999)
- Иоганн Себастьян Бах, сонаты и партиты для скрипки соло (1998 и 1999)
- Иоганн Себастьян Бах, 6 сонат для скрипки и клавесина, с Тревором Пинноком и Джонатаном Мэнсоном, виола да гамба (2002)
- Георг Филипп Телеман, 12 фантазий для скрипки соло (2003, премия Diapason d’Or)
- Жан Филипп Рамо, пьесы для клавесина в концертном исполнении, с Тревором Пинноком и Джонатаном Мэнсоном (2002)
- Антонио Вивальди, La Stravaganza, 12 концертов для скрипки и ансамбля, с ансамблем La Stravaganza de Cologne (2003, премия Diapason d’Or, премия Граммофон)
- Вольфганг Амадей Моцарт, полное собрание сонат для фортепиано и скрипки, с Гари Купером (2004—2007).

Исполняла также произведения Пёрселла, Муффата, Бибера, Торелли.